# 판체타
판체타(이탈리아어: pancetta)는 삼겹살을 염지해 만든 이탈리아의 살라미이다.

## 같이 보기
- 베이컨